# Miś (Film)
Miś (deutsch: Teddybär) ist eine Filmkomödie des Regisseurs Stanisław Bareja aus dem Jahr 1980. Die Premiere war am 4. Mai 1981. Gedreht wurde mit Eastman Kodak 35 mm.

## Handlung
Die Hauptrolle spielt der Vorsitzende des Sportvereins Tęcza (Regenbogen). Dieser wird von Freunden und Bekannten Teddybär genannt. Eines Tages wird er an der Landesgrenze an der Ausreise gehindert, als seine Mannschaft zu einem Wettbewerb reisen will. Jemand hat einige Seiten aus seinem Reisepass gerissen. Er vermutet dahinter seine Ex-Frau, da diese das gemeinsame Bankkonto in London leeren möchte. Daher muss er dringend nach London kommen, um das Geld zu einer anderen Bank zu transferieren. Die Lösung des Problems ist ein Filmdreh eines befreundeten Regisseurs. Das Drehbuch sieht eine Doppelrolle vor. Der Doppelgänger hat nun einen neuen Reisepass zu beantragen. Dies wird möglich, da eine Freundin die Verlobte des Doppelgängers spielt. Bei der Verlobungsfeier wird er mit einer Droge betäubt und Teddybär eilt mit dem falschen Pass zum Flughafen. Im Flugzeug trifft er seine Ex-Frau. Beide sind überrascht, sich dort zu sehen. Er schafft es, vor ihr das Geld zu transferieren und auch noch den Spieß umzudrehen. So wird seine Ex-Frau in London wegen ihres fehlenden Passes aufgehalten. Sie kann nicht zurück nach Polen. Teddybär kehrt am selben Tag noch nach Polen zurück und ist überglücklich. Der ahnungslose Doppelgänger bekommt seinen Pass zurück und kann sich an nichts mehr erinnern.
Die Handlung wird in den Filmen Rozmowy kontrolowane von 1991 und Ryś von 2007 fortgesetzt.

## Kontext
Der Film spielt vor dem Hintergrund der katastrophalen wirtschaftlichen Lage in Polen. Jedermann versuchte, auf alle erdenkliche Arten an die Dinge des täglichen Bedarfs zu kommen. Zudem war die Miliz omnipräsent und wird als völlig vertrottelte Chaostruppe dargestellt, was sehr mutig war. Wenige Monate nach der Premiere des Films verschärfte sich die Lage in Polen. Es wurde das Kriegsrecht verhängt.

## Publikumsreaktion
Der Film gehört in die Liste der erfolgreichsten polnischen Filme und erfreut sich anhaltend großer Beliebtheit. Die vielen grotesken Alltagsszenen amüsieren alt und jung, z. B. wenn die nach Polen zurückkehrenden Passagiere bei der Zollkontrolle gewogen werden und Probleme bekommen, falls sie im Ausland abgenommen haben, oder wenn bei den Dreharbeiten für eine Jagdszene kein Hase zur Verfügung steht und die stattdessen eingesetzte Katze prompt auf einen Baum klettert. Viele Sprüche aus dem Film wurden in die Umgangssprache übernommen: "Das darf doch nicht sein, dass da einfach 2 kg Genosse in Großbritannien bleiben!", "Der Hase soll aufhören zu maunzen!" usw.